# Vialone
Vialone ist ein Mittelkornreis, der für die Zubereitung von Risotto verwendet wird.
Anbaugebiet ist Norditaliens Poebene. Heutzutage wird kommerziell vor allem die Sorte Vialone Nano (Zwerg-Vialone) angebaut. Die Sorte Vialone Grosso, auch Vialone Gigante genannt (Riesen-Vialone), hat keine kommerzielle Bedeutung mehr.
Seit 1996 ist Riso Nano Vialone Veronese eine geschützte geografische Angabe.